# Wojciechowice (powiat jędrzejowski)
Wojciechowice – wieś w Polsce położona w województwie świętokrzyskim, w powiecie jędrzejowskim, w gminie Sędziszów.
| SIMC    | Nazwa      | Rodzaj     |
| ------- | ---------- | ---------- |
| 0267364 | Pipidówka  | przysiółek |
| 0267370 | Stara Wieś | część wsi  |

W latach 1975–1998 miejscowość należała administracyjnie do województwa kieleckiego.